# Stic.man

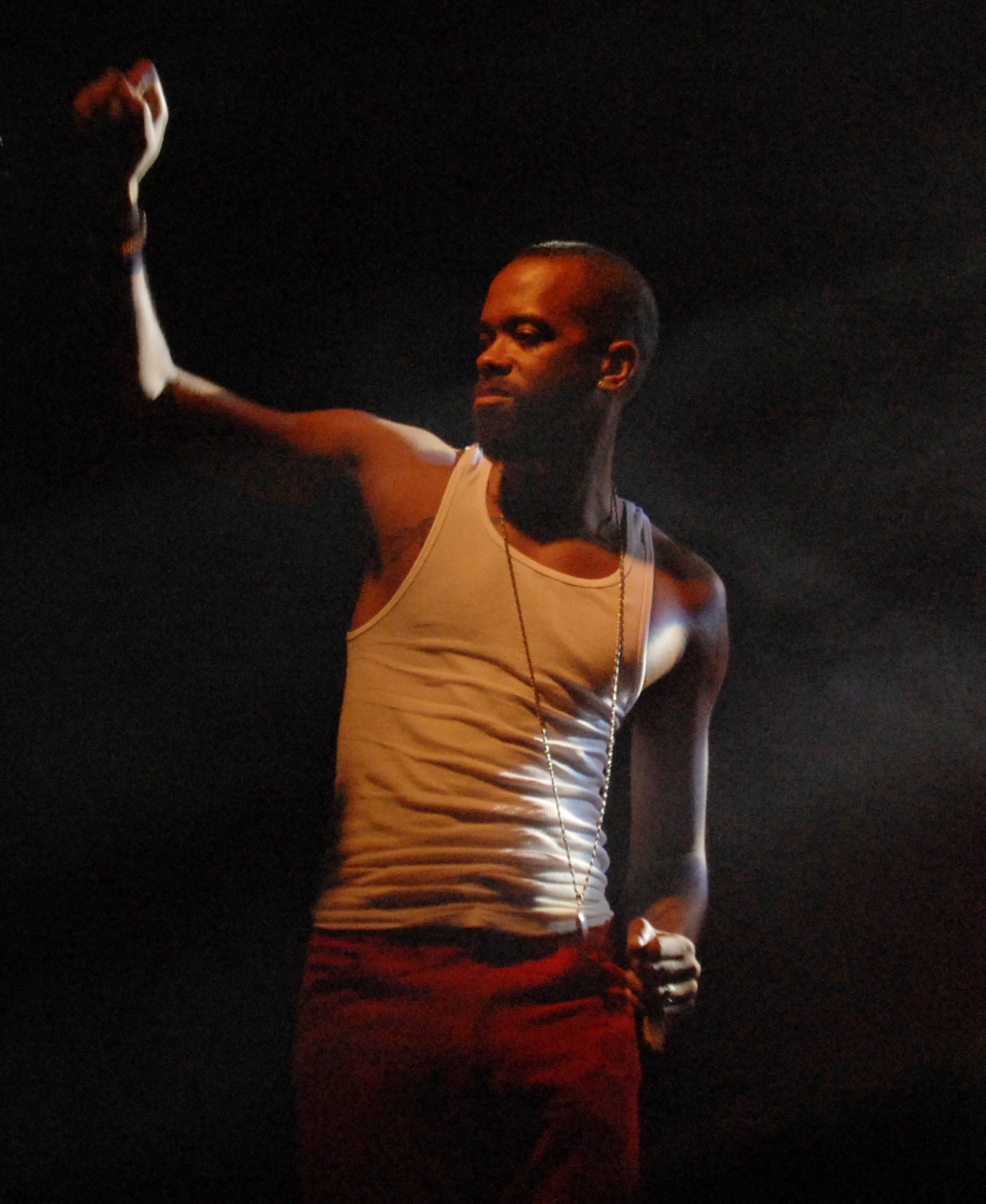
Stic.man.

Stic.man (nombre original de Clayton Gavin), (1975 en Shadeville, Florida) es un rapero y activista miembro del grupo de hip hop underground Dead prez.

## Biografía
En 2006, stic.man demostró su talento como escritor publicando dos libros. El primero, titulado Warrior Names from Afrika. Este libro es una compilación de nombres de guerreros africanos y sus significados. Su segundo libro, The Art of Emcee-ing, contiene 112 páginas y está relacionado con el hip hop, terminología, estilos y negocios. También se espera una versión del libro en castellano.
Es dueño de una compañía de música basada en Atlanta llamada Boss Up, Inc.
- Datos: Q5939454